# Holzgerlingen
Holzgerlingen is een plaats in de Duitse deelstaat Baden-Württemberg, gelegen in de Landkreis Böblingen. De stad telt 13.258 inwoners.

## Geografie
Holzgerlingen heeft een oppervlakte van 13,39 km² en ligt in het zuidwesten van Duitsland. Het ligt 9 km ten zuiden van Böblingen aan de snelweg B464 van Böblingen naar Tübingen en aan de weg van Böblingen naar Dettenhausen
De burgemeester is Wilfried Dölker. Het stadhuis waarin de gemeenteraad zetelt kent 700 zitplaatsen, er zijn zeven speeltuinen, er is een internetcafé. Er is ook een modern studiecentrum met gymnasium en realschule, en er zijn drie sporthallen.
Holzgerlingen heeft een aantal partnersteden, namelijk Neuenhof (Zwitserland) , Niesky (Saksen), Jilovè u Prahy (Tsjechië) en Crystal Lake (IL / VS).
Aidlingen ·
Altdorf ·
Böblingen ·
Bondorf ·
Deckenpfronn ·
Ehningen ·
Gärtringen · 
Gäufelden ·
Grafenau ·
Herrenberg ·
Hildrizhausen ·
Holzgerlingen ·
Jettingen ·
Leonberg ·
Magstadt ·
Mötzingen ·
Nufringen ·
Renningen ·
Rutesheim ·
Schönaich ·
Sindelfingen ·
Steinenbronn ·
Waldenbuch ·
Weil der Stadt ·
Weil im Schönbuch ·
Weissach